# Iglesia de Avas

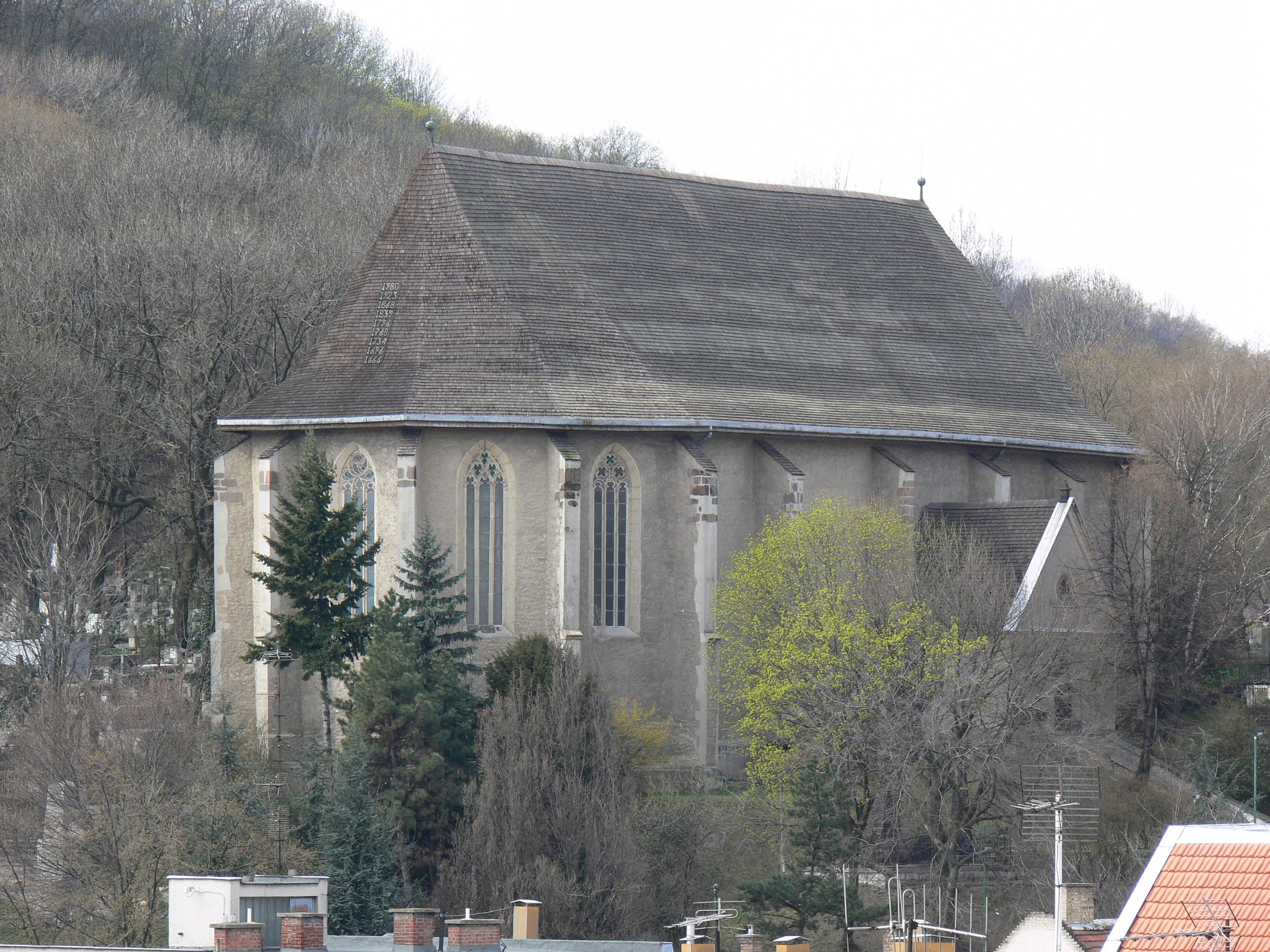
El edificio del Templo de Avas

La iglesia reformada gótica de Avas, es el edificio más antiguo del centro de la ciudad de Miskolc, en Hungría. El templo comenzó a construirse en el siglo XIII en estilo románico. Entonces era todavía una pequeña iglesia mononave.
Más tarde fue ampliado a tres naves en estilo gótico. En 1544 los turcos incendiaron el templo cuya torre se vino abajo, derrumbándose así mismo el tejado. Ya que por aquellos tiempos el templo pertenecía a los protestantes, la señora católica de Diósgyőr, Borbála Fánchy no permitió que se cortaran árboles ni se fabricara cal para su reconstrucción.
Por eso tuvo lugar veinte años más tarde. Su última restauración data de 1982.

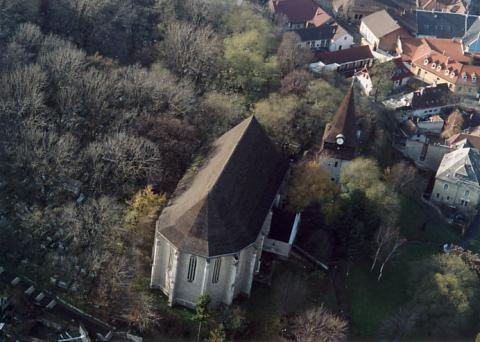
Fotografía aérea de la iglesia. A la izquierda, el cementerio.

József Angster construyó en 1895 su órgano. Frecuentemente se dan conciertos de órgano en esta iglesia de extraordinaria acústica.
Yacen entre otros en el cementerio circunstante Bertalan Szemere, László Palóczy, la familia Latabár, así como el padre de Mihály Tompa.
La iglesia, su campanario y el cementerio constan en la lista oficial de monumentos.
La dirección de la iglesia: Calle Papszer, n.º 14

## Campanario

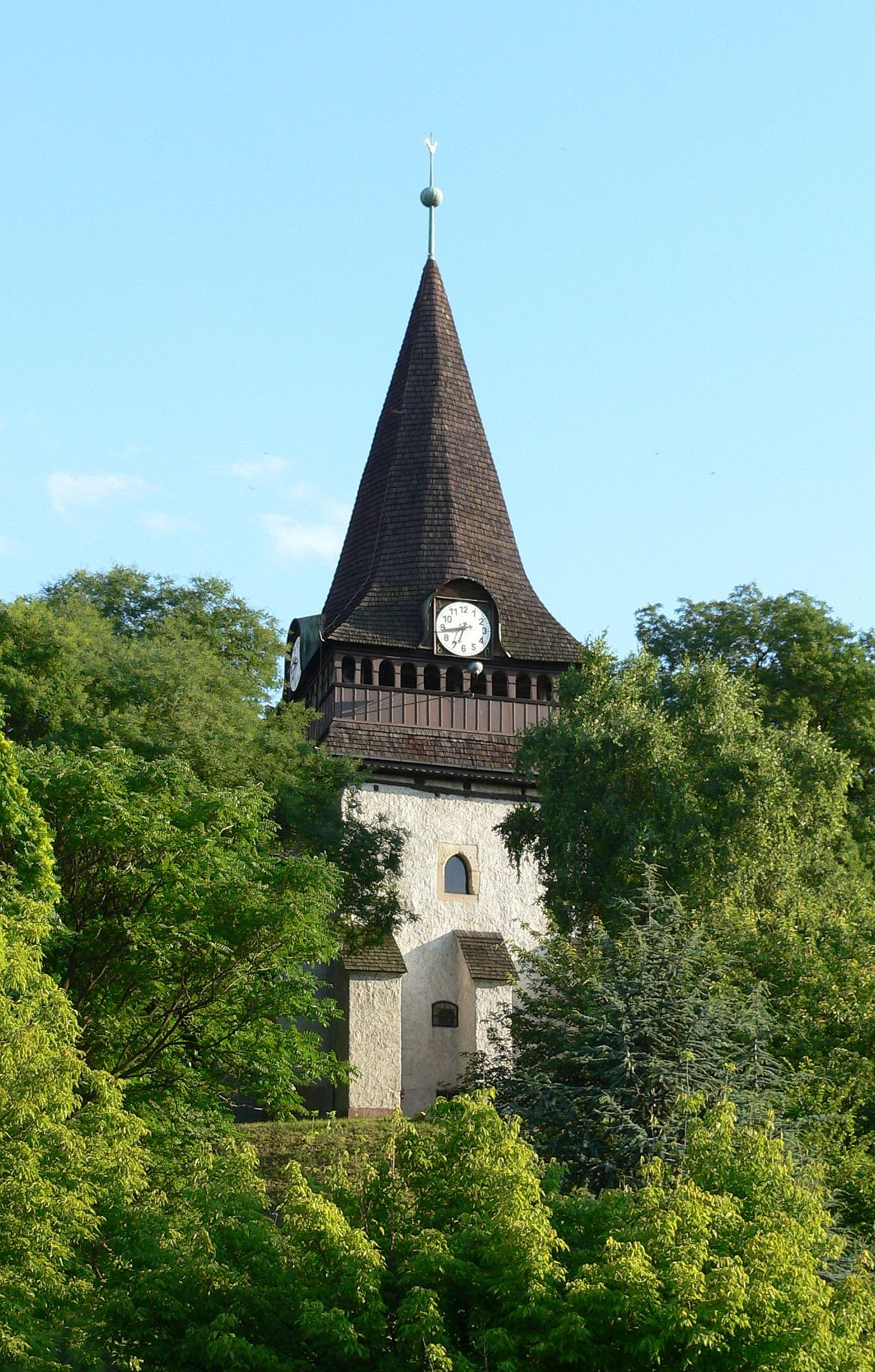
El campanario.

El campanario fue erigido en 1557. Su carrillón puede escucharse desde 1941 cada cuarto de hora, pero únicamente toca la totalidad de la melodía a las horas en punto. El carrillón, aunque debido al ruido ambiental puede sentirse en relativamente pocos sitios, se cuenta como una característica melodía de Miskolc, también el Teatro Nacional de Miskolc introduce los actos con esta melodía.